# ATP Volvo International 1975
Il Volvo International 1975 è stato un torneo di tennis giocato sulla terra rossa. Il torneo fa parte del Commercial Union Assurance Grand Prix 1975. Si è giocato a North Conway negli Stati Uniti dal 4 al 10 agosto 1975.

## Campioni

### Singolare maschile
Jimmy Connors ha battuto in finale  Ken Rosewall con il punteggio di 6–2, 6–2

### Doppio maschile
Haroon Rahim /  Erik Van Dillen hanno battuto in finale  John Alexander /  Phil Dent con il punteggio di 6–3, 1–6, 7–5